# Harve Presnell

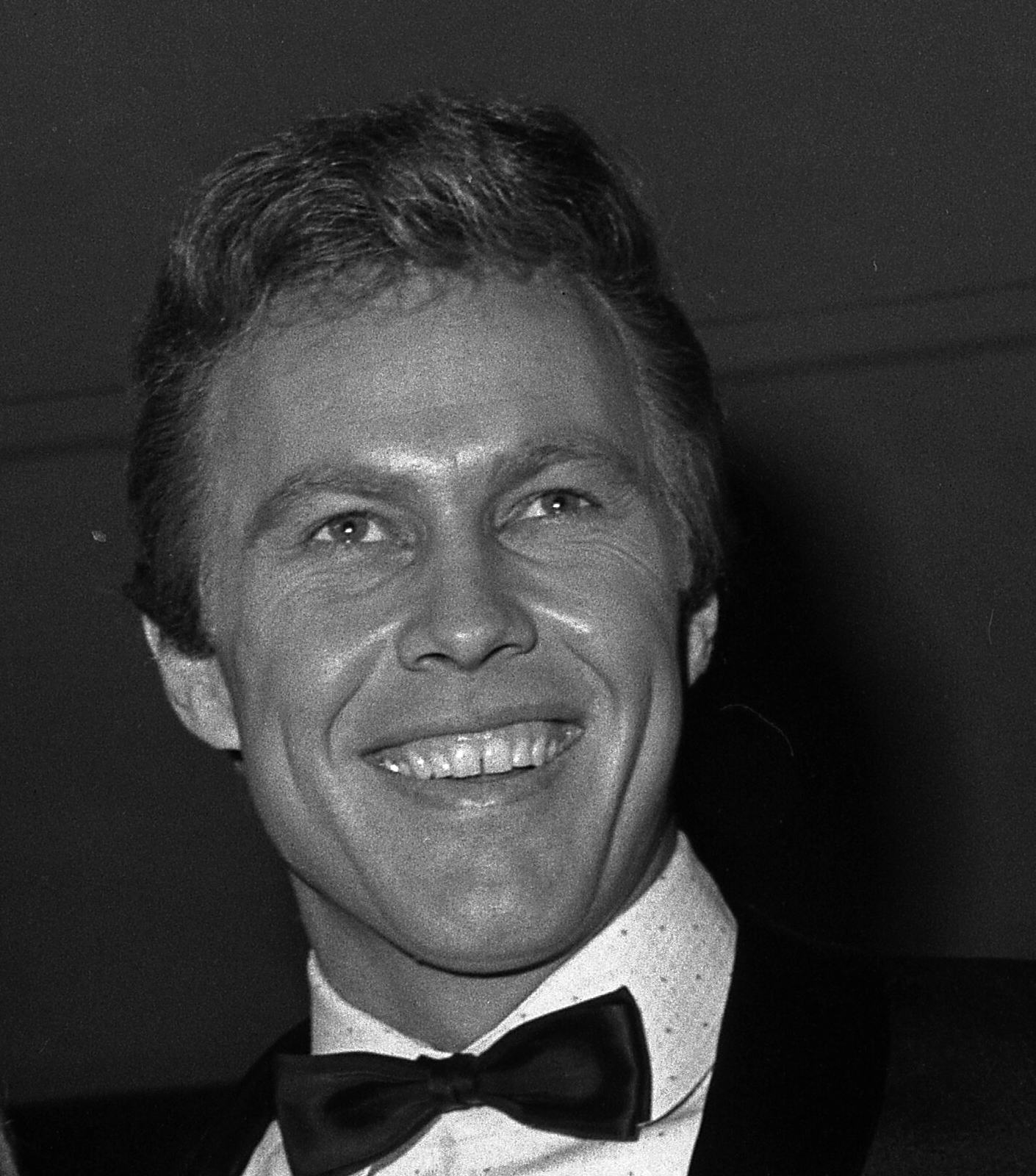
Harve Presnell (1964)

Harve Presnell (eigentlich George Harvey Presnell; * 14. September 1933 in Modesto, Kalifornien; † 30. Juni 2009 in Santa Monica, Kalifornien) war ein US-amerikanischer Film- und Theaterschauspieler sowie Sänger.

## Leben
Harve Presnell absolvierte nach dem Besuch der High School die University of Southern California und ließ sich danach unter anderem an der Music Academy of the West zum Opernsänger ausbilden. Im Alter von 16 Jahren hatte er bereits erstmals auf der Bühne gestanden. In den 1950er-Jahren konzentrierte er sich zunächst auf eine Karriere als Bariton im Bereich der Klassischen Musik. Beispielsweise arbeitete er zum Ende der Dekade häufiger mit dem amerikanischen Roger Wagner Chorale sowie 1960 mit dem Philadelphia Orchestra unter Leitung von Eugene Ormandy; auf entsprechenden Aufnahmen ist Presnell auch zu hören.
Im November 1960 war Presnell am Broadway in dem Musical The Unsinkable Molly Brown in der Rolle des Ehemanns der Titanic-Überlebenden Molly Brown (Tammy Grimes) zu sehen. Zuvor hatte Komponist Meredith Willson ihn hierfür verpflichtet; für Presnell bedeutete das einen Wechsel von der Klassik zum Musiktheater. Bis Februar 1962 hatte er 532 Auftritte in The Unsinkable Molly Brown. Ebenfalls erfolgreich war sein Engagement in dem Musical Annie, in dem er von April 1977 bis Januar 1983 insgesamt 2377 Mal auf der Bühne stand.
Bereits Mitte der 1950er Jahre war Presnell vereinzelt in Fernsehserien zu sehen gewesen. 1964 machte er sein Kinodebüt in der Verfilmung von The Unsinkable Brown, Goldgräber-Molly, in der seine Darstellung des Ehemannes von Molly Brown an der Seite von Debbie Reynolds wiederholte. In den folgenden Jahren spielte er mehrere Liebhaberrollen, etwa neben Connie Francis im Musicalfilm Boy meiner Träume, und trat als Rotten Luck Willie im Westernmusical Westwärts zieht der Wind auf. Mit dem endgültigen Niedergang des klassischen Hollywood-Musicals kam seine Filmkarriere in den 1970en weitestgehend zum Erliegen, und er spielte die folgenden Jahre überwiegend auf Theater- und Musicalbühnen.
Seine Karriere wurde Mitte der 1990er auf unerwartete Weise wiederbelebt, als er eine für ihn bis dato untypische Rolle als boshafter Schwiegervater des Autoverkäufers Jerry Lundegaard (dargestellt von William H. Macy) in dem Film Fargo der Coen-Brüder übernahm. Danach wurde Presnell zu einem gefragten Charakterdarsteller. In so verschiedenen Serien wie Star Trek: Raumschiff Voyager, Dawson’s Creek, vor allem aber als Mr. Parker in Pretender, war er in prägnanten Rollen zu sehen. Außerdem stand er in mehrfach prämierten Filmproduktionen wie 1998 in Der Soldat James Ryan von Steven Spielberg und 2006 in Flags of Our Fathers von Clint Eastwood vor der Kamera. Eine seiner letzten Rollen spielte er 2007 als Kongressabgeordneter in der Filmkomödie Evan Allmächtig.
Presnell war zweimal verheiratet. Er hatte drei Kinder aus seiner ersten Ehe. Von 1966 bis zu seinem Tod war er mit Veeva Suzanne Hamblen verheiratet. Presnell starb am 30. Juni 2009 mit 75 Jahren an Pankreaskrebs im Saint John’s Health Center in Santa Monica.

## Filmografie (Auswahl)
- 1964: Goldgräber-Molly (The Unsinkable Molly Brown)
- 1965: Boy meiner Träume (When the Boys Meet the Girls)
- 1965: Die glorreichen Reiter (The Glory Guys)
- 1969: Westwärts zieht der Wind (Paint Your Wagon)
- 1996: Fargo
- 1997: Im Körper des Feindes (Face Off)
- 1997–2000: Pretender (Fernsehserie, 31 Folgen)
- 1998: Patch Adams
- 1998: Der Soldat James Ryan (Saving Private Ryan)
- 1998: A Bright Shining Lie – Die Hölle Vietnams (A Bright Shining Lie, Fernsehfilm)
- 2000: Family Man (The Family Man)
- 2002: Mr. Deeds
- 2003: Old School
- 2006: Emergency Room – Die Notaufnahme (ER, Fernsehserie, Folge 12x12)
- 2006: Flags of Our Fathers (Flags of Our Fathers)
- 2007: Evan Allmächtig (Evan Almighty)
- 2009: Love Ranch

## Auszeichnungen (Auswahl)
- 1965: Golden Globe in der Kategorie Bester Nachwuchsdarsteller für Goldgräber-Molly